# Круелла (фільм)
«Круелла» (англ. Cruella) — американський кримінально-драмедійний пригодницький фільм режисера Крейга Гіллеспі за сценарієм Алін Брош Маккенни, Джез Баттерворт, Дани Фокс, Келлі Марсель, Тоні Мак-Намари та Стіва Зіссіса. Сценарій написаний на основі історії Лютелли де Явол, антагоністки роману Доді Сміт 1956 року «101 далматинець» та однойменного мультфільму Волта Діснея 1961 року. Її роль отримала Емма Стоун, ролі другого плану виконують Емма Томпсон, Пол Волтер Гаузер, Джоел Фрай та Марк Стронг.
Фільм показує передісторію Круелли де Вілль, головної лиходійки роману, мультфільму та похідних творів. Молода жінка Естелла проходить шлях від вуличної злодійки до екстравагантної та зухвалої дизайнерки модного одягу. Щоб помститися кривдниці своєї матері, баронесі фон Хеллман, їй доводиться перевершити баронесу як у мистецтві, так і в підступності.
Прем'єра фільму в Україні відбулася 27 травня 2021 року.

## Сюжет
Дівчинка Естелла Міллер народилася з незвичайним волоссям — половина була чорна, а половина біла. Змалку вона проявляла незвичайний погляд на життя, не відступаючи на шляху до будь-якої мети. Її мати Катерина віддає дочку до школи, де з Естелли насміхаються через її волосся. В результаті Естелла свариться майже з усіма учнями, за винятком Аніти. Мати забирає дочку зі школи, що збігається з рішенням директора вигнати Естеллу. Проте мати наполягає на тому, що припинення навчання буде саме її рішенням. Вона планує переїхати до Лондона, але перед цим відвідує бал баронеси фон Хеллман, знаменитої дизайнерки одягу. Естелла, пробравшись потай на бал, привертає увагу трьох далматинців баронеси. Собаки женуться за нею та випадково зіштовхують Катерину в море. Дівчинка тікає та дістається до Лондона, де знайомиться з юними злодіями Джаспером і Горацієм. Вони лишають Естеллу в себе.
Минає десять років, Естелла допомагає Джасперу й Горацію в крадіжках, а своє волосся приховує каштановою фарбою. Лишатися непоміченими їм допомагає талант Естелли до пошиття одягу. На день народження Джаспер і Горацій влаштовують її на роботу прибиральницею в магазині «Liberty». Естелла неодноразово розповідає директору про своє вміння шити одяг, але той не бажає її слухати. Зрештою, Естелла напивається і вирішує помститись, розмалювавши вітрину з вишуканою сукнею. Саме тоді магазин відвідує баронеса і визнає дизайн вітрини вражаючим. Вона зневажливо відгукується про директора та його магазин, а Естеллу наймає до себе дизайнеркою одягу.
Естелла привертає увагу баронеси неординарними ідеями, створені нею сукні здобувають визнання. Одного разу вона зауважує, що баронеса носить кулон її матері. Баронеса розповідає, що це її кулон, який на певний час викрала служниця, котра потім ще й вимагала грошей на виховання своєї дитини. Естелла розуміє, що її мати працювала в баронеси та ставить собі мету повернути кулон. Вона просить Джаспера й Горація викрасти коштовність, але це дуже складно, адже в баронеси багато охорони.
Щоб відволікти увагу охоронців, Естелла приходить на черговий бал баронеси, одягнувши червону сукню та змивши фарбу з волосся. Вона називає себе Круеллою (від англ. «cruel» — жорстокий, безсердечний; українською існує варіант «Лютелла») та влаштовує суперечку з баронесою, поки її друзі проникають в маєток під виглядом дератизаторів. Коли баронеса використовує свисток, щоб нацькувати на Круеллу своїх далматинців, Естелла розуміє, що собаки не випадково стали причиною загибелі її матері, а баронеса навчила їх так розправлятися зі своїми ворогами. Естелла вирішує помститися за матір, відібравши в баронеси найцінніше — славу.
Постаючи в образі Круелли, Есталла шокує людей своїм вбранням. Щоразу її сукні виявляються вишуканішими за ті, що носить баронеса. Для цього вона користується послугами Арті — манірного власника магазину старовинного одягу, що допомагає в швацтві. Її витівки набувають розголосу завдяки журналістці, що виявляється Анітою. Баронеса доручає своєму адвокату Роджеру розслідувати хто така Круелла, а потім звільняє, коли той не справляється. Аніта впізнає в Круеллі свою шкільну подругу та потай допомагає їй. Джаспер і Горацій тим часом бачать, що Круелла, одержима прагненням помсти, все більше переважає над дорогою їм Естеллою.
Один з далматинців проковтує кулон баронеси, тому Естелла влаштовує викрадення собак, щоб кулон потім вийшов природним шляхом. Тоді ж баронеса готується до показу весняної колекції суконь, а Естелла придумує головну сукню, розшиту золотом. Естелла просить Джаспера з Горацієм проникнути до швейного цеху, що спонукає баронесу сховати сукню в сейфі. Коли відбувається презентація сукні, виявляється, що її розшито не золотом, а золотистими лялечками молі. Комахи вилітають з сейфу, лякаючи натовп присутніх, та летять на вогонь дійства, влаштованого Круеллою. Там Круелла постає в шубі з фальшивої шкури далматинців. Люди зневажають баронесу, її бізнес обвалюється, проте баронеса втішена тим, що в неї з'явилася гідна суперниця як у дизайні, так і в підступності.
Слідкуючи за Естеллою, баронеса здогадується, що вона й Круелла — це одна особа. Баронеса наказує своїм охоронцям спіймати Джаспера, Горація та Естеллу, й залишає суперницю в палаючому будинку. Естеллу рятує камердинер баронеси Джон, який показує, що в кулоні сховано ключ від скриньки померлого чоловіка баронеси. З його документів стає відомо, що Естелла — дочка баронеси, від якої та відмовилася заради кар'єри та наказала Джону вбити дівчинку. Проте Джон віддав її бездітній служниці Катерині, котра виховала дівчинку як власну дочку. Естелла розуміє, що успадкувала здібності баронеси та є її спадкоємицею, проте справжньою матір'ю визнає Катерину та береться завершити помсту. Джаспер і Горацій тим часом опиняються у в'язниці, де міркують, що забудуть Круеллу, але пам'ятатимуть Естеллу.
Естелла визволяє Джаспера і Горація з в'язниці, протаранивши двері. Вислухавши її історію, друзі-злодії погоджуються допомогти помститися баронесі. Естелла залучає їх та Арті до здійснення свого головного задуму. Вони проникають на бал баронеси, запрошення на який Естелла підробила, щоб усі гості прийшли в чорно-білому одязі та перуках, як Круелла. Завдяки цьому справжня Круелла ховається в натовпі. Вона виманює баронесу до того ж місця, де та вбила її матір, але викрадає свисток. Баронеса сама зіштовхує її в море, не знаючи, що гості зібралися в неї за спиною. Присутні стають свідками того, що баронеса вбивця і лиходійку заарештовують. Круелла ж рятується завдяки схованому під сукнею парашуту і скоро повертається, спостерігаючи за арештом баронеси. Вона успадковує маєток баронеси та її автомобіль «Panther De Ville» (раніше саме на честь автомобіля вона нарекла себе де Віль — диявол).
У сцені під час титрів Круелла доставляє двох цуценят-далматинців Роджеру та Аніті. Роджер, котрий тепер працює композитором, складає пісню для Круелли «Круелла де Віль».

## У ролях
| Актор               | Роль                 |
| ------------------- | -------------------- |
| Емма Стоун          | Круелла де Віль      |
| Емма Томпсон        | Баронеса фон Хеллман |
| Пол Волтер Гаузер   | Горацій              |
| Джоел Фрай          | Джаспер              |
| Марк Стронг         | Борис                |
| Емілі Бічем         | Аніта                |
| Кірбі Говелл-Батист | Табіта               |
| Лео Білл            | Headmaster           |

## Виробництво
Фільм про Лютеллу де Віль був анонсований у 2011 році. Ендрю Ганн став продюсером стрічки, а Гленн Клоуз (яка раніше грала цього персонажа у кіноадаптації 1996 року та в продовженні) стала виконавчим продюсером, Келлі Марсель займеться переробленням сценарію Алін Брош Маккенни. 6 січня 2016 року Емма Стоун була відібрана на головну роль. У серпні 2016 року Джез Баттерворт був найнятий для перероблення сценарію. У листопаді 2016 року повідомлялося, що компанія Disney найняла Алекса Тімберса як режисера, а Марк Платт приєднався як продюсер. Однак у грудні 2018 року Тімберс покинув фільм через розбіжності графіків, його місце зайняв Крейг Гіллеспі.
У травні 2019 року Емма Томпсон приєдналася до акторського складу, а Тоні Мак-Намара та Дана Фокс були найняті для написання остаточної версії сценарію. Наступного місяця Пол Волтер Гаузер та Джоел Фрай отримали ролі поплічників Круелли — Горація та Джаспера відповідно.
24 серпня 2019 року під час D23 було оголошено, що зйомки фільму вже розпочалися. Під час події також був оприлюднений перший офіційний знімок із фільму із зображенням Стоун як Лютелли з трьома дорослими далматинами на повідку, Гаузера як Горація та Фрая як Джаспера. У вересні 2019 року ролі отримали Марк Стронг, Емілі Біч і Кірбі Говелл-Батист.

## Випуск
Випуск фільму у США відбувся 28 травня 2021 року. Спочатку компанія Disney планувала прем'єру на 23 грудня 2020 року.

## Оцінки й відгуки
Фільм зібрав середню оцінку 7,4/10 на IMDb, а на Rotten Tomatoes 74 % позитивних відгуків від критиків і 97 % від пересічних глядачів.
Згідно з Меган Ґарбер із «The Atlantic», «Кожен вік отримує Круеллу, якої він заслуговує. Круелла 90-х, епохи, чия масова культура була перекручена феміністичними негативними реакціями, була зроблена жахливою не просто через її вбивчість, а й через виразне ігнорування шлюбу чи материнства. „Круелла“ нинішнього часу — шалена, спантеличлива — є іконою часу, що знаходить гасла „розширення прав“ легкими, а суть розширення прав важкою. Фільм підхоплює поблажливу ідею про те, що кожен лиходій певною мірою неправильно зрозумілий — що жінка не може бути чисто злою, що вона повинна мати м'якшу сторону, що її цінність — це її приваблива неоднозначність».
Анжеліка Джейд Бастієн із «Vulture» відгукнулася, що фільм «Круелла» намагається виглядати прогресивним, але насправді використовує найгірші штампи про жінок. «„Круелла“ бере один з найбагатших архетипів оповідей — божевільну жінку — і обтесує її до глянцевого, порожнього, схвалюваного капіталізмом чудовиська, підживлюваного політикою дівчат-лідерок. Це нічого не говорить про те, як жінки пробиваються в світ». Також вона відзначила, що фільм експлуатує штамп фільмів 1930-50-х, де «…жінки похилого віку — в цьому випадку баронеса, яку Томпсон грає з часткою нудьги — є лиходійками». Головна героїня фільму заявляє про свою неординарність, однак це яскраві образи, в яких відсутнє наповнення. «В історії немає нічого, що справді висловлює внутрішнє життя Круелли або чітко висвітлює динаміку, яка показувала б її людиною, що живе поза межами суспільства, сформованого для жінок того часу». «Все відчувається підкресленим таким чином, щоб позначити Круеллу як дивну та відмінну від оточення. Але це просто безглуздо і погано продумано». Аніта ж «…відіграє роль подруги, яка допомагає Круеллі на її шляху стати дизайнеркою одягу. Вона інструмент для Круелли, а не визначений персонаж».
На думку Карін Джеймс із «BBC Culture», персонаж Круелли був суто злим у класичному анімаційному фільмі «Сто один далматинець» 1961 року та його римейку 1996 року; але з 2014 року після «Малефісенти» більшає історій про неоднозначних лиходійок і «Круелла» використовує цей тренд. Зрештою, саме лиходійка найбільше запам'ятовується в цих фільмах. Проте «Круелла» має низку суттєвих недоліків. «Костюми Бівана вражають, включаючи мерехтливу червону сукню Круелли на торжестві баронеси. Але коли костюми переважають над персонажами та історією, у центрі фільму опиняється щось порожнє. Можливо, двоїстість — це найкраще, що ми можемо очікувати від історій походження лиходіїв, які завжди хочуть, щоб їхні персонажі були і добрими і поганими, реалізуючи обидві сторони». «За мотивами, помста за смерть матері — це краще, ніж те, що рухає більшість екранних лиходіїв, але коли Круелла стає зверхньою навіть до бідних, відданих їй Горація та Джаспера, це найправдивіший знак розкладу її душі».

## Касові збори
Станом на 9 липня 2021 року всесвітні касові збори склали понад 207 млн доларів (з них понад 79 млн в США та Канаді). За перший вікенд показу фільму в США та Канаді стрічка отримала майже 21.5 млн доларів. В Україні касові збори «Круелли» склали понад 1.3 млн доларів.

## Продовження
У травні 2021 року Емма Стоун і Емма Томпсон заявили, що хотіли б зіграти у другій частині фільму «Круелла» у стилі «Хрещений батько 2», який буде одночасно продовженням і приквелом. У червні 2021 року компанія Disney оголосила, що продовження офіційно знаходиться на ранніх стадіях розробки і те, що творці фільму (режисер Крейг Гіллеспі та сценарист Тоні Макнамара) візьмуться за розробку другої частини «Круелли». У серпні 2021 року Емма Стоун підписала контракт на роль Круелли у сиквелі.